# Dawid Pacześ
Dawid Pacześ (ur. 2 maja 1983 w Szczecinie) – polski wioślarz. Aktualnie jest nauczycielem wychowania fizycznego w SP nr 18 w Szczecinie.

## Osiągnięcia
- Mistrzostwa Świata Juniorów – Duisburg 2001 – ósemka – 10. miejsce[2].
- Mistrzostwa Świata U-23 – Amsterdam 2005 – dwójka bez sternika – 3. miejsce[2].
- Mistrzostwa Świata – Gifu 2005 – czwórka bez sternika – 11. miejsce[2].
- Mistrzostwa Świata – Eton 2006 – czwórka bez sternika – 14. miejsce[2].
- Mistrzostwa Świata – Monachium 2007 – dwójka ze sternikiem – 1. miejsce[2].
- Mistrzostwa Europy – Poznań 2007 – czwórka bez sternika – 4. miejsce[2].
- Mistrzostwa Europy – Ateny 2008 – czwórka bez sternika – 5. miejsce[2].
- Mistrzostwa Świata – Linz 2008 – dwójka ze sternikiem – 5. miejsce[2].
- Mistrzostwa Świata – Poznań 2009 – dwójka bez sternika – 11. miejsce[2].
- Mistrzostwa Europy – Brześć 2009 – dwójka bez sternika – 4. miejsce[2].